# Marija Prymaczenko
Marija Oksentijiwna Prymaczenko (ukr. Марія Оксентіївна Примаченко; ur. 30 grudnia 1908?/12 stycznia 1909 w Bołotni, zm. 18 sierpnia 1997 tamże) – jedna z najbardziej znanych artystek ukraińskich, malarka ludowa, zajmowała się rysunkiem, haftem i malarstwem na ceramice, przedstawicielka prymitywizmu. Laureatka Republikańskiej nagrody im. T.G. Szewczenki, Ludowa Artystka Ukrainy.

## Życiorys
Marija Prymaczenko urodziła się według kalendarza juliańskiego 30 grudnia 1908 r., a według gregoriańskiego 12 stycznia 1909 r., we wsi Bołotnia, w rejonie iwankowskim, w obwodzie kijowskim. Pochodziła z twórczej rodziny: jej ojciec Oksentij Hryhorowycz był cieślą, a matka Paraska Wasyliwna zajmowała się hafciarstwem. W dzieciństwie zachorowała na polio i przez resztę życia chodziła o kulach.

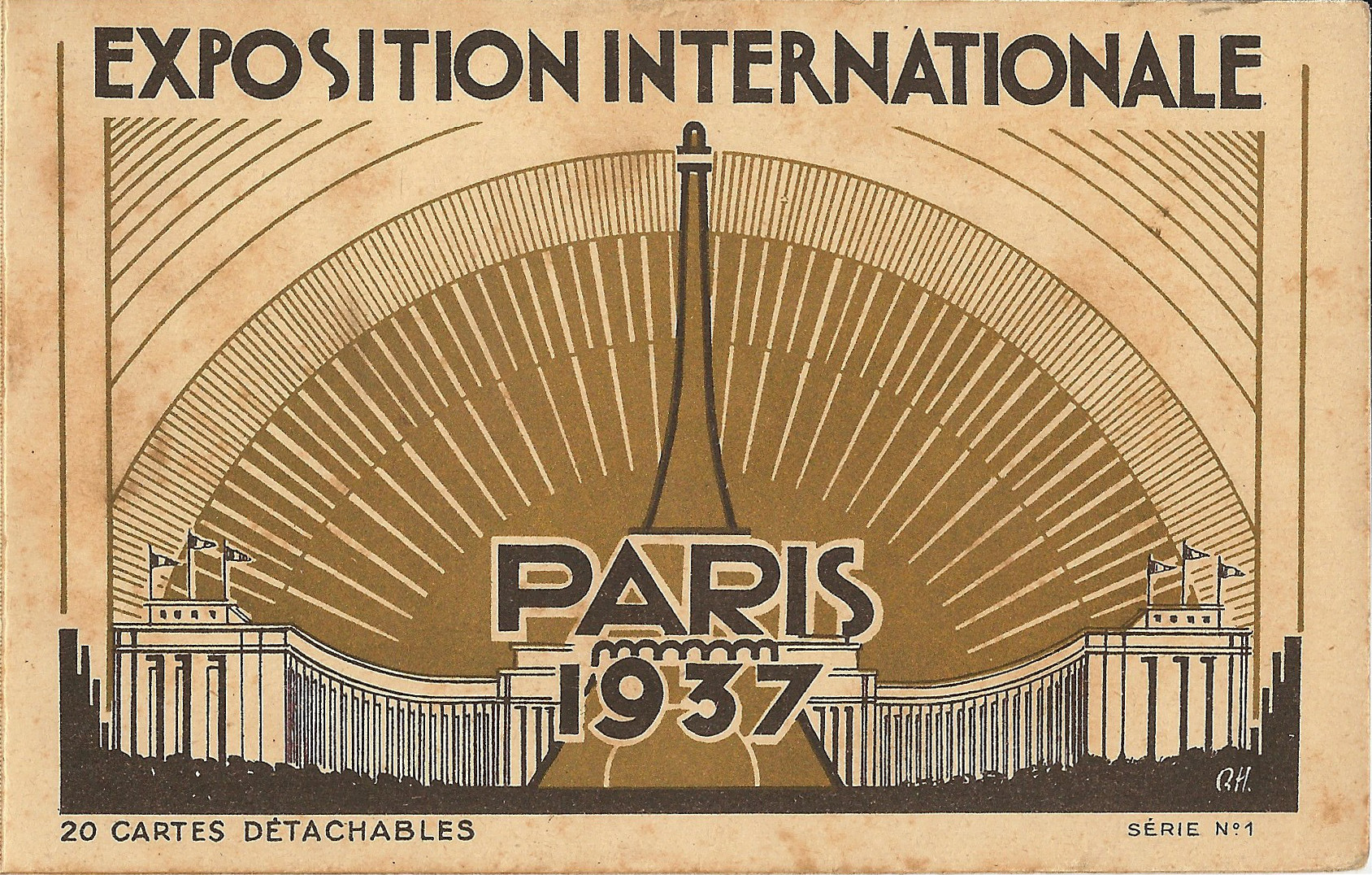
Wystawa Światowa, Paryż, 1937

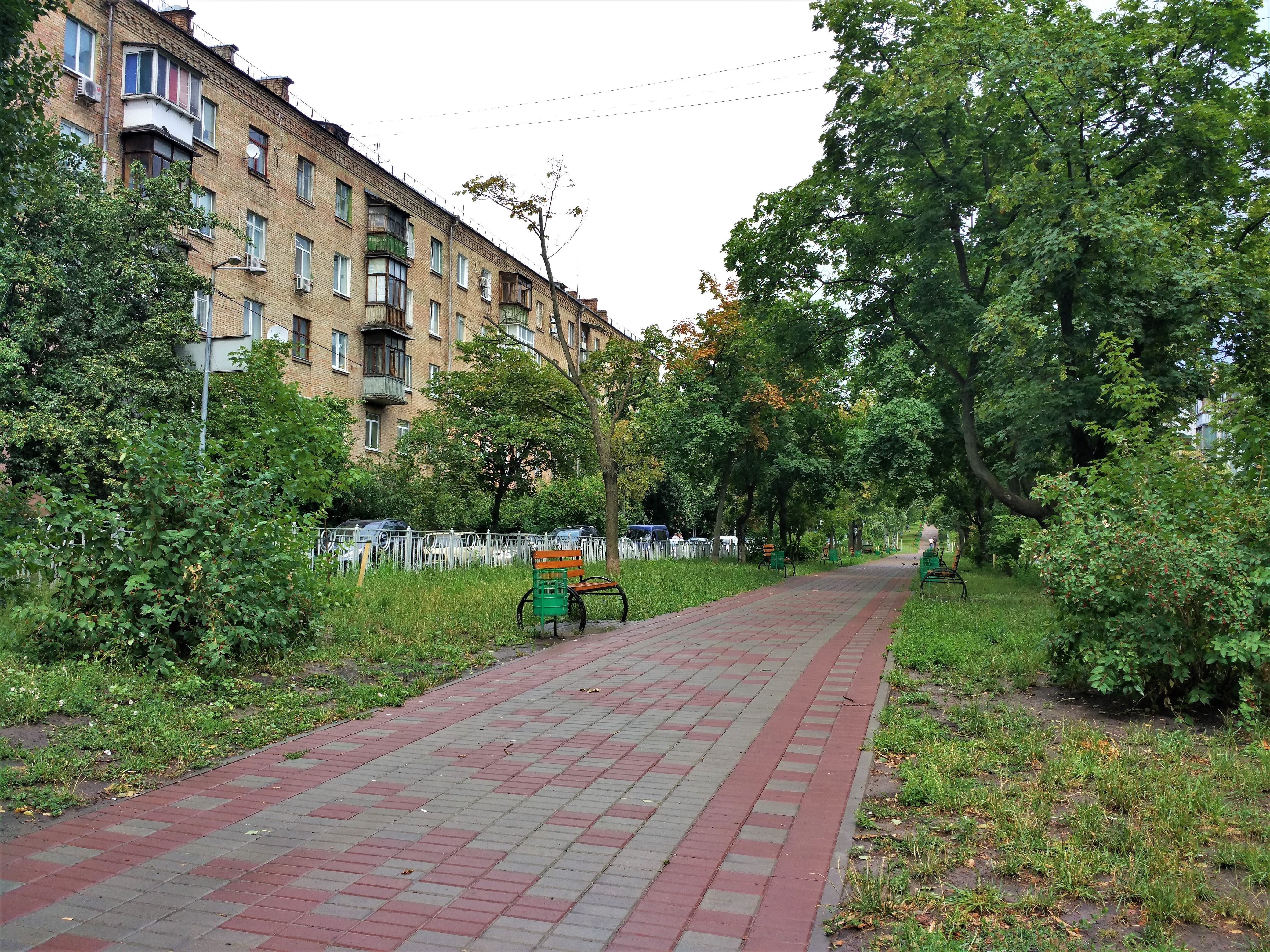
Bulwar M. Prymaczenko, Kijów

Sztukę Prymaczenko odkryła profesjonalna hafciarka z Kijowa, Tetiana Floru. Zobaczyła wykonane przez Mariję tkaniny na wystawach w wiejskich domach kultury. Wywarły na nią na tyle silny wpływ, że pojechała do rodzimej wioski Prymaczenko, aby poznać artystkę osobiście. Zaprosiła ją do Kijowa na warsztaty organizowane przez Muzeum Sztuki Ukraińskiej. W 1935 r. razem z innym artystami ludowymi wzięła udział w zajęciach, dzięki czemu mogła eksperymentować z różnymi technikami artystycznymi i rozwijała swoje umiejętności malarskie i hafciarskie, a także zaczęła pracować z rzeźbą i ceramiką. Zajęcia prowadzili m.in. malarz Anatol Petryćkyj, malarz i grafik Wasyl Kasijan, architekt i grafik Wasyl Kryczewśkyj. Tam też zaprzyjaźniła się z Paraską Wlasenko, która zajmowała się ludowym malarstwem dekoracyjnym. Warsztaty zwieńczyła wystawa zorganizowana w 1936 r. Marija Prymaczenko uzyskała na niej dyplom I stopnia. Nie mogła uczestniczyć w niej osobiście, ponieważ w tym czasie przeszła operację nogi, dzięki której mogła swobodniej się poruszać, korzystając z protezy. Wystawa prezentowana była kolejno na Ogólnoradzieckiej Wystawie Sztuki Ludowej w Moskwie i Leningradzie, a następnie w Warszawie. Dzięki temu sukcesowi jej prace można było oglądać w największych miastach Europy, takich jak Paryż, Warszawa, Sofia, Montreal i Praga.
W 1937 r. dzieła Prymaczenko trafiły na Wystawę Światową w Paryżu razem z dziełami jej przyjaciółki Paraski Wlasenko oraz ukraińskiego rzeźbiarza i malarza Iwana Gonczara. Cała trójka zdobyła medale. Dzięki tej wystawie z pracami artystki zapoznały się takie sławy jak Pablo Picasso, Marc Chagall czy Louis Aragon. Picasso po wizycie na paryskiej wystawie powiedział: „Klękam przed artystycznym cudem tej genialnej Ukrainki”. Sama artystka nie zdecydowała się pojechać do Francji i wróciła do rodzimej wsi. Nie podobało się jej w Kijowie, w wielkim mieście brakowało kontaktu z naturą.
Podczas pobytu w Kijowie poznała swojego przyszłego męża Wasyla Marynczuka, porucznika Armii Czerwonej. W marcu 1941 r. urodził się ich syn Fedir. W sierpniu we wsi pojawili się Niemcy grabiąc i mordując. Rozstrzelali brata Marii i 80 innych mieszkańców. Mąż w tym czasie walczył na wojnie, z której nie wrócił. W 1943 r. wojsko radzieckie wyzwoliło Bołotnię. Po wojnie artystka pracowała w kołchozie, wychowywała syna i opiekowała się rodzicami.
Po II wojnie światowej jej twórczość stała się popularna w całym Związku Radzieckim, a jej prace były prezentowane także w Europie Zachodniej. W latach 60. XX wieku artystka znów stała się znana w Związku Radzieckim, po tym, gdy historyk sztuki Grigorij Miesteczkin poświęcił jej artykuł w „Komsomolskiej prawdzie”. W latach 1960–1966 stworzyła cykl obrazów „By ludzie się radowali”, za który otrzymała w 1966 r. Państwową Nagrodę ZSRR im. T.G. Szewczenki (obecnie Państwowa Nagroda Ukrainy im. Tarasa Szewczenki). Była również ilustratorką książek dla dzieci. W 1970 r. wydana została bajka ludowa Towcze baba mak napisana przez nią i zilustrowana. W 1970 r. otrzymała odznaczenie Zasłużony Artysta RFSRR, a w 1988 r. tytuł Ludowy Artysta Ukrainy. W latach 70. jej dzieła pojawiły się na znaczkach pocztowych.
Prymaczenko odwiedzało wiele osób wywodzących się z różnych środowisk, m.in. radziecki reżyser Siergiej Paradżanow i ukraiński pisarz Mychajło Stelmach. W 1986 r. po katastrofie w czarnobylskiej elektrowni Prymaczenko i jej syn odmówili ewakuacji z rodzinnej wsi, położonej 40 km od czarnobylskiej elektrowni. Artystka stwierdziła, że woli pozostać w swoim domu, gdyż w innym miejscu nie potrafiłaby tworzyć. Przeżycia związane z katastrofą uwieczniła w swoich obrazach tworząc Czarnobylską serię. Ostatnie osiem lat swojego życia spędziła w łóżku. Do samego końca malowała, uczyła, przyjmowała gości. Zmarła 18 sierpnia 1997 r.

## Twórczość

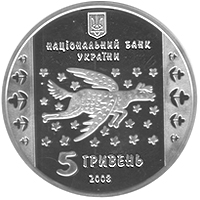
Ukraińska moneta inspirowana dziełem M. Prymaczenko

Marija Prymaczenko jest autorką ponad 1000 prac. Była artystką o wyjątkowym światopoglądzie. W tworzeniu obrazów artystycznych z lat 30. XX w. decydującą rolę odgrywała linia i zasady tradycyjnej ukraińskiej ornamentyki, przedstawiające kwiaty, rośliny i zwierzęta w dwuwymiarowych formach. Z czasem format jej obrazów rósł, a białe tła prac z lat 30. ustąpiły kolorowym w latach 60. i 80. Zmieniła się także jej technika: od transparentnych akwareli o wyraźnych graficznych konturach jej wczesnych prac po gęsty intensywny gwasz, który dał początek pełnej tonacji głębi koloru. Kompozycja obrazów pozostała niezmieniona, podobnie jak wirtuozeria linii i kolorów. Kwiaty zajmowały szczególne miejsce w jej dorobku artystycznym. Jasne, dekoracyjne, nietypowe w kształcie i kolorze, stanowiły estetyczno-filozoficzną interpretację relacji między człowiekiem a wszechświatem. Znaczące miejsce zajmowały również wizerunki ptaków, które od wieków uosabiają dobro, miłość, pokój i są pośrednikami między niebem a ziemią. Z kolei dekoracyjne obrazy z wizerunkami zwierząt i fantastycznych stworzeń to kwintesencja twórczości Prymaczenko. Wielu krytyków dostrzegło jej specyficzną „filozofię dobra”, którą ucieleśnia w obrazach „miłych” zwierząt i ptaków (lwów, zająców, byków, koni, bocianów, jaskółek itp.). W latach 70. pojawiła się pewna innowacja – na odwrocie obrazów zostawiała krótkie teksty w formie wierszyków, piosenek czy życzeń, organicznie związanych z obrazami. Ponadto stworzyła kilka prac nawiązujących do postaci Tarasa Szewczenki i jego poematu Katarzyna. Twórczość Prymaczenko wykracza poza sztukę ludową i jest zjawiskiem unikatowym w sztuce ukraińskiej. Zgodnie z typologią prace Prymaczenko można podzielić na trzy grupy: obrazy z fabułą (figury), obrazy symboliczne i rytmiczno-ornamentalne. Jak napisała Nina Weligocka: „Prymaczenko nieustannie przeplata odmienne motywy, które ucieleśnia niemal wszędzie w postaci prostych znaków. W fantastycznych dziełach artystki, w śmiertelnej walce rozumu i wariactwa, życia i śmierci, światła i ciemności przeważają siły dobra, kwitnący nosiciele radości i pokoju”.

## Nagrody i odznaczenia
- 1936 – dyplom I stopnia, I Republikańska Wystawa Sztuki Ludowej; Kijów, Moskwa, Leningrad.
- 1937 – medal na Wystawie Międzynarodowej, Paryż
- 1966 – laureatka Republikańskiej nagrody im. T.G. Szewczenki
- 1970 – Zasłużony Artysta RFSRR
- 1988 – Ludowy Artysta Ukrainy

## Upamiętnienie
UNESCO ogłosiło rok 2009 rokiem Marii Prymaczenko. W tym samym roku Bulwar Lichaczowa w Kijowie został przemianowany na jej cześć. Jej imieniem nazwano odkrytą w 1998 roku, planetoidę z pasa głównego asteroid – (14624) Prymachenko. W 2018 roku założono Fundację Rodziny Prymaczenko, zajmującą się promocją i ochroną twórczości artystki, fundacja jest także właścicielem praw autorskich do jej twórczości.

## Spuścizna
28 lutego 2022 r. media ukraińskie poinformowały o zniszczeniu ponad 20 prac artystki, które były eksponowane w Muzeum Historyczno-Krajoznawczym w Iwankowie, podczas rosyjskiej inwazji na Ukrainę. Następnie poinformowano o uratowaniu przynajmniej części obrazów przez miejscowych mieszkańców.

## Galeria

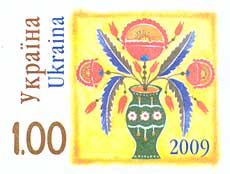
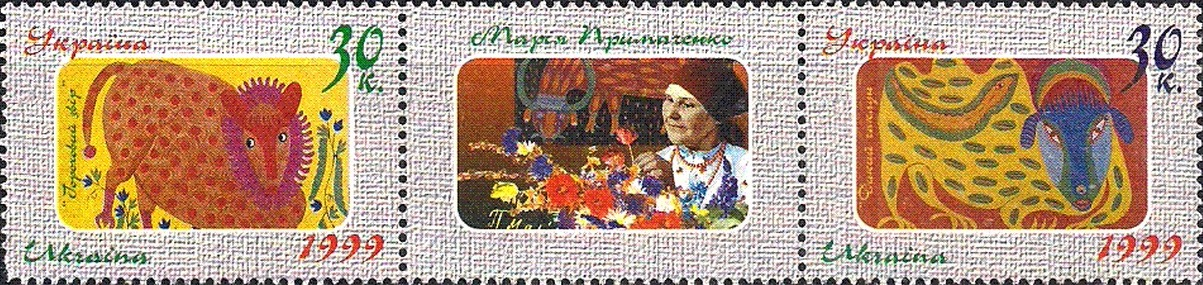